# Longwood Avenue
Longwood Avenue – stacja metra nowojorskiego, na linii 6. Znajduje się w dzielnicy Bronx, w Nowym Jorku i zlokalizowana jest pomiędzy stacjami Hunts Point Avenue i East 149th Street. Została otwarta 7 stycznia 1919.